# Jorge Lievano
Jorge Lievano (Soyapango, 21 aprile 1943) è un ex calciatore salvadoregno, di ruolo attaccante.

## Carriera

### Club
Inizia la carriera nel Club Deportivo Marte Soyapango, che lascerà nel 1962 per giocare nell'Atlante San Alejo, con cui otterrà il secondo posto nel campionato 1962. Nel 1963 passa al Quequeisque, con cui ottiene il settimo posto in campionato.
Nel 1964 passa al Once Municipal e nel 1965 viene ingaggiato dall'Alianza con cui vince il campionato 1965-1966.
Nell'estate 1967 viene ingaggiato dagli statunitensi dell'Oakland Clippers, con cui vince la NPSL I, progenitrice insieme alla USA, della più nota NASL. Pur giocando solo nove incontri, risulterà il miglior assist-man dei Clippers con cinque passaggi decisivi.
Ritornato in patria, sempre con l'Alianza, ottiene un terzo posto nella stagione 1967-1968 ed un quinto in quella successiva.
Nel 1970 è in forza al FAS con cui giungerà al secondo posto in campionato. Successivamente giocherà nell'UCA.

### Nazionale
Lievano ha militato nella nazionale di calcio di El Salvador, contribuendo nelle qualificazioni al campionato mondiale della zona CONCACAF all'accesso ai mondiali del 1970, che però non lo vedranno selezionato.

## Palmarès
- Campionato salvadoregno di calcio: 1

Alianza: 1965-1966
- NPSL I: 1

Oakland Clippers: 1967